# Jardín Botánico de Wagga Wagga
El Jardín Botánico de Wagga Wagga ( en inglés : Wagga Wagga Botanic Gardens) es un jardín botánico de 8.9 hectáreas de extensión en Wagga Wagga, Australia.
El código de identificación internacional del "Wagga Wagga Botanic Gardens" reconocido por el "Botanic Gardens Conservation Internacional" (BGCI), así como las siglas de su herbario es WAGGA.

## Localización e información

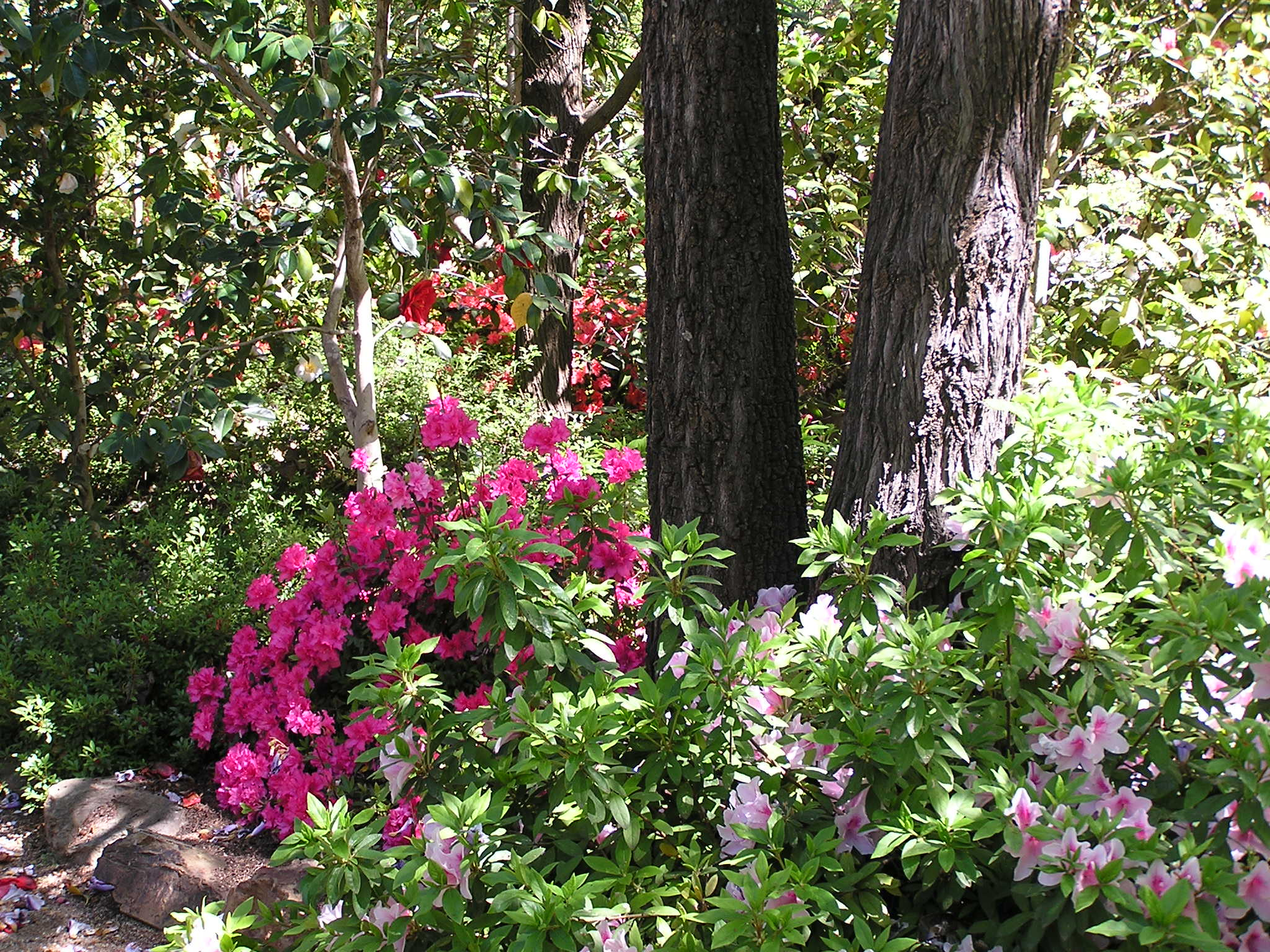
Azaleas en el Wagga Wagga Botanic Gardens.

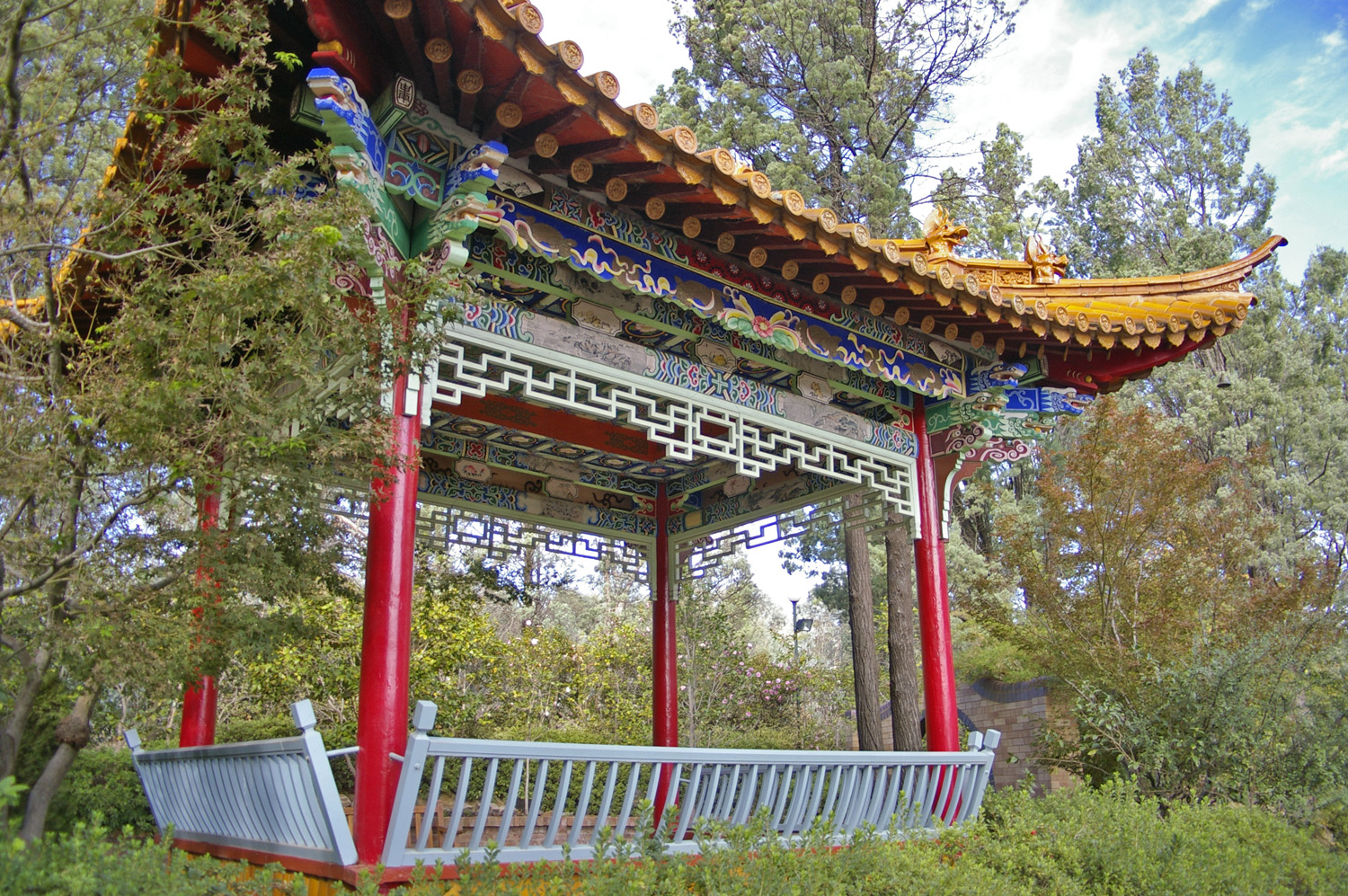
Pabellón chino en el Wagga Wagga Botanic Gardens.

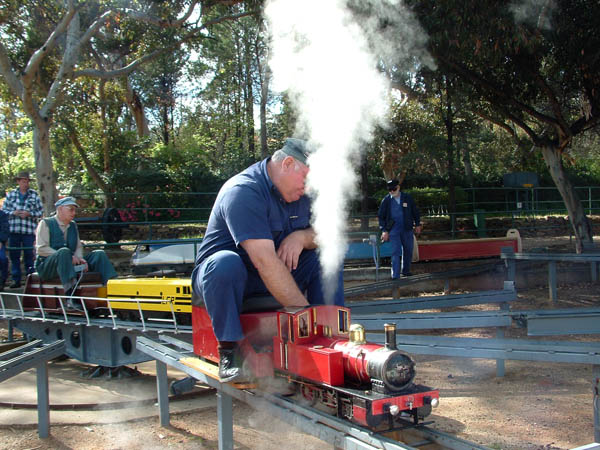
Uno de los modelos de locomotora de vapor del "Willans Hill Model Railway".

En "Turvey Park" un suburbio de la ciudad de Wagga Wagga en una reserva de naturaleza de 20 hectáreas "Willans Hill Reserve" en las laderas de su vertiente suroeste. Se accede a los jardines via "Macleay Street" cerca de la esquina de "Lord Baden Powell Drive".
Wagga Wagga Botanic Gardens Wagga Wagga City Council, PO Box 20, Wagga Wagga, New South Wales 2650, Australia.
Planos y vistas satelitales.35°7′51.20″S 147°21′56.16″E / -35.1308889, 147.3656000
El jardín botánico está abierto todos los días del año.

## Historia
El jardín botánico se ubica en el interior de la "Willans Hill Reserve", asentados en unos terrenos de 20 hectáreas de lo que era una antigua cantera de gravas.
En la década de 1950 por iniciativa del consejo municipal y utilizando su reducido presupuesto se plantaron 10.000 árboles, principalmente eucaliptos, acacias y casuarinas junto con algunos pinos exóticos. 
El planeamiento preliminar del jardín botánico comenzó en 1961, y el trabajo fue supervisado por Tom Wood, a quién se nombraría después como el principal impulsor del proyecto. 
El jardín botánico fue abierto al público en 1969 con una extensión de 8.9 hectáreas.

## Colecciones botánicas
En el jardín botánico se pueden admirar varias secciones y jardines, así:
- Australian native - section, la sección de flora australiana es una gran parte a la izquierda de la entrada principal donde se ofrece plantas endémicas australianas. Hay algunas plantas epífitas junto con una variedad de árboles de eucaliptos y de acacias.
- Bamboo garden & island section en el jardín de los bambús y de la isla tiene acondicionada un área para comidas campestres en esta isla pacífica, con un pintoresco puente blanco conectando la isla con los jardines.
- Cactus and succulent garden el jardín de los cactus y las plantas suculentas tiene una gran variedad de especies de plantas, algunas con magníficas flores.
- Camellia garden el jardín de las camelias fue creado con los fondos del estado dedicados al Bicentenario de Australia y de la Commonwealth para el desarrollo. Situado en el jardín de las camelias se encuentra un magnífico pabellón chino tradicional, un regalo con motivo del bicentenario de la ciudad de Kunming, China, una de las ciudades hermanadas de Wagga Wagga.[2]
- Rose garden rosaleda con una gran variedad de cultivares de rosas.
- Rainforest area en el área de selva hay acondicionado un sendero de la selva tropical, con la calzada de madera que pasa sobre un pequeño arroyo y sus anillos fangosos.
- Shakesperian garden el jardín de Shakespeare tiene muchas connotaciones interesantes en los setos y las plantas en cuanto a su selección y a su colocación.
- Tree Chapel la capilla del árbol es casi un santuario reservado, con muchas citas o referencias interesantes atadas a muchos de los árboles y arbustos que componen este jardín particular
- Waterwise garden el jardín ahorrador de agua se ha planeado usando las plantas que no necesitan mucha agua, además usando un sistema de riego que reduzca al mínimo el uso de agua. Hay muchas placas fijadas en el jardín que explican las aplicaciones de muchos artilugios.

Además en el jardín botánico hay una concha de música, un pequeño zoológico con un sendero a través de un aviarium, y el recorrido en tren miniatura del "Willans Hill Model Railway".